# Jump Square
Jump Square (ジャンプスクエア Janpu Sukuea?), también conocida como Jump SQ, es una revista japonesa de manga mensual publicada por la editorial Shueisha. La revista se estrenó el 2 de noviembre de 2007, creada ante el cierre definitivo de la previa revista de shonen mensual, la Gekkan Shōnen Jump. Es una publicación hermana a la Shūkan Shōnen Jump.
Es parte de la línea de revistas Jump. Los capítulos de las series serializadas en esta revista son recolectados cada determinado tiempo en tankōbon (volúmenes de 200 páginas) bajo el logo de la imprenta Jump Comics. Está dirigido hacia un público de 15 a 21 años.

## Historia
Creada como un reemplazo a la pasada antología de manga mensual de Shueisha la Monthly Shōnen Jump. La Jump SQ debutó el 2 de noviembre del 2007.
El título combina el significado de plaza («una plaza donde los amantes del cómic y talentosos artistas y escritores se unen») con el de cuadrado (Weekly Shonen Jump al cuadrado), y las letras SQ representan «Supreme Quality», o Calidad Suprema (en referencia a su lema).
Solo cuatro títulos de la pasada publicación fueron transferidos a la Jump semanal antes de pasar a la SQ. Los títulos transferidos de la Jump mensual fueron: Tegami Bachi, Claymore, Rosario+Vampire y Gag Manga Biyori. También se incluyeron nuevas series como Blue Exorcist, Embalming -The Another Tale of Frankestein- o Dragonaut -The Resonance-.

## Mangas publicados enJump Square
La siguiente tabla muestra una lista de las series que se están publicando actualmente. Actualmente hay veinte títulos de manga por entregas regularmente en Jump Square. Una serie se encuentra actualmente en hiatus.
| Título                                                                                           | Autor(es)                                      | Estreno            |
| ------------------------------------------------------------------------------------------------ | ---------------------------------------------- | ------------------ |
| Ao no Exorcist (青の祓魔師?)                                                                     | Kazue Katō                                     | abril de 2009      |
| Boku to Kimi no Nihu Tantei (ボクとキミの二重探偵)                                               | Petenshi, Honami Tsuda                         | Marzo de 2020      |
| Dark Gathering (ダークギャザリング?)                                                             | Kenichi Kondō                                  | marzo de 2019      |
| Hōkago no Ōjisama (放課後の王子様?)                                                              | Takeshi Konomi, Kenichi Sakura                 | noviembre de 2008  |
| Kawaisugi Crisis (カワイスギクライシス?)                                                         | Mitsuru Kido                                   | octubre de 2019    |
| Kemono Jihen (怪物事変?)                                                                         | Shō Aimoto                                     | diciembre de 2016  |
| Kojirase Hyakki Do Minor (こじらせ百鬼ドマイナー?)                                               | Kōta Nangō                                     | mayo de 2018       |
| Kono Oto Tomare! (この音とまれ!?)                                                                | Amyū                                           | agosto de 2012     |
| Gag Manga Biyori (増田こうすけ劇場 ギャグマンガ日和GB?)                                          | Kōsuke Masuda                                  | diciembre de 2014  |
| Meishisu!!! -Trouble Maid Sisters (めいしす!!?)                                                  | Shuu Nagata                                    | Febrero de 2021    |
| Nazo o Tokumi no Bakuretsu Suiri (謎尾解美の爆裂推理?)                                           | Oginuma X                                      | Enero de 2021      |
| Owari no Seraph (終わりのセラフ?)                                                                | Takaya Kagami, Yamato Yamamoto, Daisuke Furuya | septiembre de 2012 |
| Rurōni Kenshin -Meiji Kenkaku Roman-tan Hokkaido-hen- (るろうに剣心 -明治剣客浪漫譚・北海道編-?) | Nobuhiro Watsuki, Kaworu Kurosaki              | septiembre de 2017 |
| Shin Tennis no Ōjisama (新テニスの王子様?)                                                       | Takeshi Konomi                                 | marzo de 2009      |
| Sōsei no Onmyōji (双星の陰陽師?)                                                                 | Yoshiaki Sukeno                                | noviembre de 2013  |
| Sōri Club (総理倶楽部?)                                                                          | Hidekazu Himaruya & Kenichi Sakura             | Enero de 2021      |
| This Communication (Thisコミュニケーション)                                                      | Maruei Rokudai                                 | Abril de 2020      |
| World Trigger (ワールドトリガー?)                                                                | Daisuke Ashihara                               | Diciembre de 2018  |
| Yūkoku no Moriarty (憂国のモリアーティ?)                                                         | Ryōsuke Takeuchi, Hikaru Miyoshi               | agosto de 2016     |

## Publicaciones especiales

### Jump Square II(Second)
SQ Jump II (Second) (ジャンプSQ.II (Janpu Sukuea Sekando?)) Abreviatura de Jump Square Second (ジャンプスクエアセカンド ({{{2}}}?)), Es un clase de spin-off de Jump SQ de los cuales tres volúmenes actualmente se han publicado, comenzando el 18 de abril de 2008.
La primera edición contó con la colaboración entonces de un solo tomo entre el mundialmente famoso Stan Lee, Shaman King y Hiroyuki Takei, llamado Karakuridōji Ultimo (utilizando el Método Marvel).

### Jump SQ. 19
Jump SQ.19 (ジャンプSQ.19 (Janpu Esu Kyū Ichi Kyū?)) Es un spin-off de la Jump SQ publicado por primera vez el 19 de mayo del 2010. Esta publica historias autoconclusivas de las series publicadas en la Jump Square, además de series que solo se publican en esta misma revista. Tenía previsto que este saliera trimestralmente (es decir, febrero, mayo, agosto y noviembre). Cesó su publicación el 19 de febrero de 2015.

#### Series publicadas en laJump SQ. 19
Esta es una lista de las series que se publican en la Jump SQ. 19
| Serie                                                                          | Autor                       | Estreno           |
| ------------------------------------------------------------------------------ | --------------------------- | ----------------- |
| Cherry Teacher Sakura Naoki (CHERRY TEACHER 佐倉直生?)                         | Kazumi Tachibana            | Octubre de 2013   |
| Hakoniwa Yūgi (箱庭遊戯?)                                                      | Aya Tanaka                  | Febrero de 2014   |
| Karakuri Dôji Ultimo (機巧童子ULTIMO?)                                         | Stan Lee, Hiroyuki Takei    | Febrero de 2012   |
| Kekkai Sensen (血界戦線?)                                                      | Yasuhiro Nightow            | Mayo de 2010      |
| Libido Hunter Takeru (リビドーハンタータケル?)                                 | Yui Jōyama                  | Octubre de 2012   |
| Salaryman Exorcist Okumura Yukio no Aishū (サラリーマン祓魔師 奥村雪男の哀愁?) | Kazue Katō, Minoru Sasaki   | Octubre de 2013   |
| Shakunetsu no Takkyū Musume (灼熱の卓球娘?)                                    | Yagura Asano                | Diciembre de 2013 |
| To Love-Ru Darkness Bangaihen (To LOVEる -とらぶる- ダークネス 番外編?)        | Kentarō Yabuki, Saki Hasemi | Febrero de 2011   |

### Jump SQ.Crown
Jump SQ.Crown (ジャンプSQ.CROWN (Janpu Esu Kyū Kuraun?)) Es un spin-off de Jump SQ que comenzó a publicarse el 17 de julio de 2015. De ello se desprende la estructura parecida a Jump SQ.19, como: la serie que sólo se serializa en Jump SQ.Crown; los tomos uno de los novatos y experiencias autores; y las historias secundarios de Jump SQ.serie. Se publica trimestralmente.

### Jump SQ.Rise
Jump SQ.Rise (ジャンプＳＱ.ＲＩＳＥ?) es otra revista derivada de la Jump SQ. que empezó a publicarse el 13 de abril de 2018. Ésta sigue una estructura similar a Jump SQ.19 y Jump SQ Crown.

#### Series publicadas en la Jump SQ.Rise
Éstos son los mangas que han sido serializados por la Jump SQ.Rise.
| Serie                                                            | Autor                                        | Estreno       |
| ---------------------------------------------------------------- | -------------------------------------------- | ------------- |
| Bōken Ō Beet (冒険王ビィト?)                                     | Riku Sanjō, Kōji Inada, Katsuyoshi Nakatsuru | Abril de 2008 |
| D.Gray-man (ディー・グレイマン?)                                 | Katsura Hoshino                              | Abril de 2008 |
| Kekkai Sensen Back 2 Back (血界戦線 Back 2 Back?)                | Yasuhiro Nightow                             | Abril de 2008 |
| Mr. Clice (ミスタークリス?)                                      | Osamu Akimoto                                | Abril de 2018 |
| Sōsei no Onmyōji: Adashino Benio-Hen (双星の陰陽師: 化野紅緒編?) | Yoshiaki Sukeno                              | Abril de 2008 |

## Recepción
Cuando se lanzó en 2007 la Jump SQ se hizo un tiraje de 500 000 ejemplares que rápidamente se vendió. El 70% del tiraje inicial se vendió en Japón en tan solo tres días. Por lo cual Shueisha tuvo que pedir un segundo tiraje de 100 000 ejemplares, algo poco común para las publicaciones japonesas. El segundo ejemplar se vendió bien igual, requiriendo un tercer tiraje de 60 000 copias.
Para 2013, la circulación se ha estabilizado a los 310 000 ejemplares aproximados. Y para 2015 pasa en el entorno de 270 000 ejemplares vendidos, según la encuesta realizada por la Asociación de Editores de Revistas japonesas.

## Distribución a nivel internacional
En Estados Unidos, Viz Media distribuye los mangas de esta revista bajo la categoría «Shonen Jump Advanced», haciendo referencia a la edición mensual de dicha revista. En España, la editorial Planeta DeAgostini distribuye los mangas sin esa categoría, al igual que la editorial Ivrea en Argentina y hasta el año 2012, Editorial Vid distribuyó en México.